# Campeonato Mundial de Ciclismo en Pista de 2027
El CXXIV Campeonato Mundial de Ciclismo en Pista se celebrará en Alta Saboya (Francia) en el año 2027 bajo la organización de la Unión Ciclista Internacional (UCI) y la Federación Francesa de Ciclismo.